# Báňská dráha
Báňská dráha, dříve Montánní dráha (německy Montanbahn), je železniční dráha, která v Ostravsko-karvinském uhelném revíru propojovala důlní, hutní a další průmyslové podniky s veřejnou sítí drah. Například v roce 1924 Báňská dráha zahrnovala 19,451 km kmenové trati, 14,353 km odboček a křídel a 32 vleček o celkové délce přes 31 km, celková délka kolejí byla tehdy přes 100 km.

## Vznik
Zárodkem Báňské dráhy byla železniční vlečka ze stanice Ostrava v Přívoze (tedy dnešní Ostrava hlavní nádraží) do Vítkovických železáren (VŽ) s odbočkou k jámě Karolina v Moravské Ostravě. Tato trať byla uvedena do provozu 1. srpna 1856, nejprve s koňskou trakcí, která byla 17. července 1858 vystřídána parní trakcí. 
Velkým odběratelem uhlí byla Severní dráha císaře Ferdinanda (KFNB), která vlastnila i několik dolů. Doprava uhlí do železniční stanice Hrušov probíhala po silnici koňskými potahy. kterých společnost vydržovala 1800. KFNB zahájilo jednání s Vítkovickými železárnami, ostatními vlastníky dolů a ministerstvy. Na základě těchto jednání KFNB 1. května 1861 odkoupila od Vítkovických železáren její dráhu a zavázala se k prodloužení dráhy k dolům Vítkovických železáren na Jaklovci. 31. ledna 1862 pak Moravské místodržitelství vydalo stavební povolení ke stavbě Montánní dráhy (Montanbahn) z Moravské Ostravy - Vítkovice (dnešní nádraží Ostrava střed) k dolům v Michálkovicích s šesti odbočkami. Stavby této dráhy byla ukončena 3. ledna 1863 a její délka (z Přívozu do Michálkovic) dosáhla 10,318 km.

## Rozšíření
Na Montánní dráhu nebyli napojeni těžaři z východní části Ostravsko-karvinského revíru. KFNB měla zájem na rozšíření, ale neměla finanční prostředky. Vedení VŽ v čele s Anselmem Rothschildem financovalo výstavbu prodloužení Montánní dráhy z Michálkovic k jámě Bettina v Doubravě (dána do provozu 12. září 1870) s odbočkami k jámám Eleonora a Stará strojová v Orlové a do stanice Doubrava na bývalou Košicko-bohumínskou dráhu (KBD). KFNB provozovala i tuto novou část.
V roce 1886 po delším vyjednávání odkoupila KFNB i prodloužení z Michálkovic do Doubravy se všemi křídly.

## Napojení na hlavní tratě

### Severní dráha císaře Ferdinanda
Napojení bylo realizováno již při výstavbě železniční vlečky Vítkovických železáren v roce 1856.

### Košicko-bohumínská dráha
Napojení bylo realizováno 400 metrů dlouhou spojkou z tzv. Orlovského křídla Rothschildovy Montánní dráhy, které bylo dokončeno na konci roku 1870. Dne 29. března 1873 byla podepsána smlouva o přechodu vozů a nákladu mezi Košicko-bohumínskou drahou a Montánní drahou. Zajímavostí je, že při kolaudaci Rothschildovy Montánní dráhy dne 5. září 1870 bylo zkolaudováno i úrovňové křížení s novou (1. února 1869) Košicko-bohumínskou drahou v prostoru orlovského nádraží. Hned v roce 1871 se začalo se stavbou přeložky, kterou byla Montánní dráha převedena přes kolej KBD nadjezdem. Montánní dráha musela překonat i silnici a chodník z orlovského náměstí a potok Stružku. Byl  vybudován obloukový most, který umožňoval pohyb chodců a průtok potoka pod Montánní dráhou a současně sloužil jako východní opěra železničního mostu. Západní opěrou byl zrcadlově obrácený kamenný most s obloukem, který umožňoval provoz potahů a později automobilů. Na kamenné opěry byl položen trámový most, který překonával Košicko-bohumínskou dráhu.
Dalšího napojení na Košicko-bohumínskou dráhu se dráha (už jako Báňská dráha) dočkala 4. října 1932. Ze šachty Václav byla prodlouženo tzv. Alpinské křídlo do stanice Orlová.[zdroj?]

### Ostravsko-frýdlantská dráha
Prakticky nedošlo k napojení Montánní dráhy na Ostravsko-frýdlantskou dráhu, ale naopak. Ostravsko-frýdlantská dráha získala koncesi až v roce 1869, tedy 13 let po stavbě vlečky Vítkovických železáren. Ostravsko-frýdlantská dráha musela uzavřít dohodu se Severní dráhou císaře Ferdinanda o společném užívání trati mezi stanicí Ostrava-Přívoz a stanicí Ostrava-Vítkovice (později přejmenovanou na Ostrava střed).[zdroj?]

### Trať Kunčice - Těšín
V roce 1914 došlo v prostoru Nová jáma (Orlová) k napojení na tzv. Suchovskou vlečku (vlečka v Prostřední Suché), a tím i k napojení na železniční trať Kunčice - Těšín.[zdroj?]

## Rozvoj dráhy
Vedení KFNB mělo zájem na výstavbě odbočných tratí, které by zajistily přímé spojení důležitých průmyslových podniků s rakouskou železniční sítí. Mezi nejdůležitějšími vlečkami byly i vlečky Montánní dráhy: Ostrava-Vítkovice – válcovna Vítkovických železáren nebo Důl František – Uhelné nádraží.
V roce 1871 začala KFNB stavět pro Montánní dráhu samostatnou seřaďovací stanici a položila kolej na Jámu Jakub. Začala výstavba nové administrativní budovy a několika dělnických bytů.
Již při svém vzniku se počítalo s napojením této dráhy pomocí tzv. křídel k jednotlivým jámám. Již 23. prosince 1962 bylo zprovozněno křídlo, které odbočoval v km 0,974 k jámě Jindřich. Současně s budováním trati probíhala také výstavba křídla ke Zwierzynowým jámám, tj. Zwierzina II, Zwierzina VII a Františka. Toto křídlo, které odbočovalo z Báňské dráhy asi 130 m před křížení s Říšskou silnicí (později mimoúrovňové křížení se silnicí II/479), bylo v roce 1935 zrušeno a sneseno. O něco dál se nachází nákladiště Jan Maria (Hranečník). Ve stanici Salm pak přímo z traťové koleje odbočovalo křídlo k jámám Hugo–Eliška a Salm I – Ignát, dále pak Jaklovecké křídlo k dolům na Hladnově a Jaklovci. Posledním křídlem přímo navazujícím na stavbu dráhy byla trasa ze Zárubku přes Ostravici do nákladiště u údolí Burňa (končilo před říšskou silnicí, tj. pozdější silnice II/479 – Těšínská ulice).

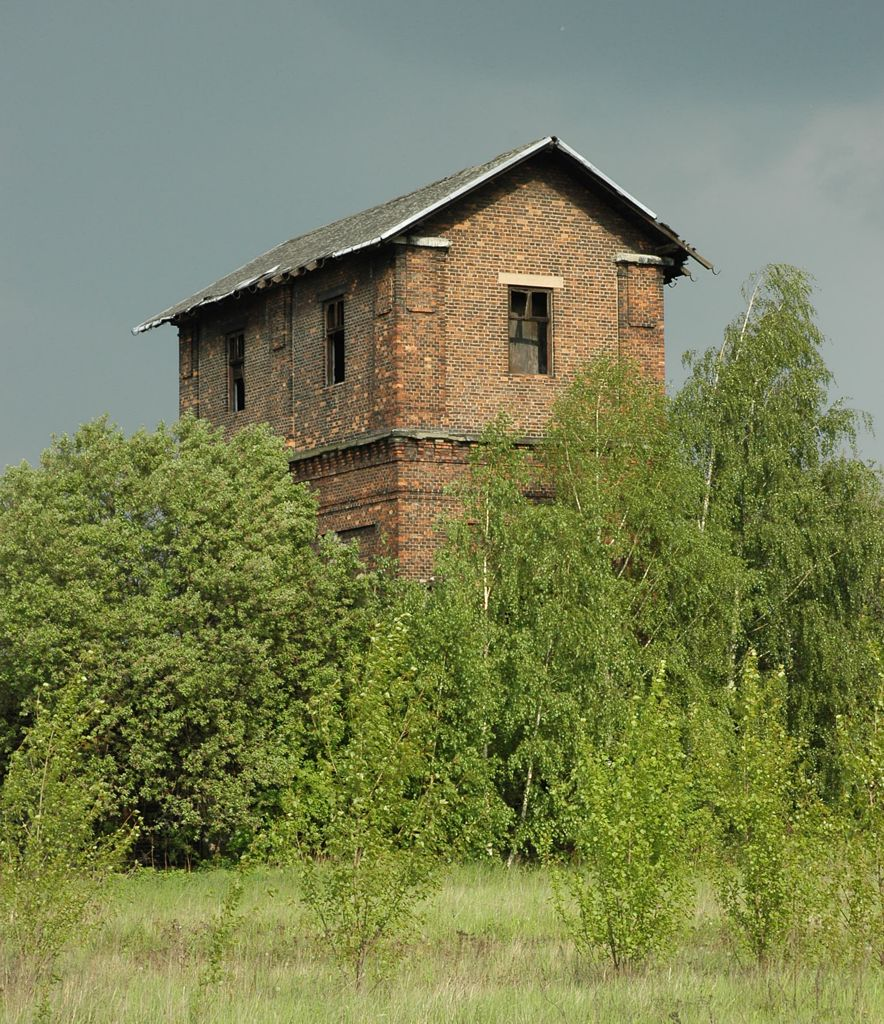
Vodárna v bývalém depu Báňské dráhy v Moravské Ostravě

I po dostavbě dráhy byla budována podle potřeby další křídla. Roku 1871 byla do seřaďovacího nádraží Báňské dráhy v Ostravě napojena jáma Jiří, byť samotná těžba uhlí zde začala až v roce 1897. V roce 1872 byla otevřena napojení na jámy Šalomoun a Jakub. V roce 1877 byla do stanice Josefova jáma napojena jáma Jan, v roce 1879 byl k Báňské dráze připojen Důl Hlubina. Další doly pak byly napojeny jako vlečky přímo do stanic, jednalo se například o jámy Vilém a Hermenegild zapojené do Zárubku.
Dne 1. ledna 1871 byl zahájen provoz na Ostravsko-frýdlantské dráze, která vycházela z koleje Montánní dráhy v km 0,3 v Ostravě - Přívoze. Na základě smluv mezi Ostravsko-frýdlantskou dráhou a KFNB používaly obě společnosti od počátku společně jak dvoukolejný úsek mezi seřaďovacím nádražím a stanicí Ostrava-Vítkovice, tak i celý komplex původně Báňského, nyní „společného" nádraží. . 
Kapacita dráhy nebyla dostačující, a proto už v roce 1875 požádala KFNB o povolení k vybudování druhé koleje. Dne 13. srpna 1880 dána do provozu druhá kolej mezi stanicí Salm a mostem přes Ostravici mimo ocelového mostu přes Lučinu, který byl namontován na konci listopadu 1880. V úseku ze stanice Vilémova jáma (pozdější Zárubek) do stanice Salm se však nejednalo o dvoukolejnou trať, nýbrž o souběh dvou tratí, které byly označovány jako linka A a linka B. Linka A byla vlevo ve směru od začátku trati a pokračovala na Jaklovecké křídlo. Ve stanici Salm bylo možné přejet z linky A na původní trať (nově linka B) a pokračovat tak na Josefovu jámu, nebo obsloužit salmovské jámy.
Dne 14. srpna 1881 bylo oznámeno, že je dokončena druhá kolej mezi mostem přes Ostravici a stanicí Mährisch-Ostrau-Witkowitz. Úsek mezi Moravskou Ostravou a Ostravou-Vítkovice zůstal jednokolejný, protože KFNB předpokládala uzavření smlouvy s Ostravsko-frýdlantskou dráhou, která by umožnila společné užívání trati. KFNB skutečně dohodu uzavřela a pronájmem souběžné Ostravsko-frýdlantské dráhy tak vyřešila kapacitní problémy mezi Přívozem a Moravskou Ostravou-Vítkovicemi. Traťový úsek Ostrava seřaďovací nádraží – Ostrava–Vítkovice pak fungoval jako jednokolejný s levostranným provozem.
Dne 28. prosince 1880 byla zprovozněna vlečka dlouhá 180 metrů k dolu Michaeli hraběte Wilczka, která byla napojena na stanici Zwierzina.
Při své cestě po Slezsku v roce 1880 navštívil císař František Josef I. důl Wilhelm. Na důl ho přivezla Montánní dráha.
Velkým problémem Montánní dráhy bylo poddolování. O tomto problému bylo jednáno na schůzi Hornické a hutnické společnosti. V roce 1881 se vláda zabývala těžbou pod Montánní dráhou a připravila Předpis o těžbě pod montánní dráhou, který nechala posoudit profesorovi Vídeňské technické univerzity Franzi Rzihovi.
V roce 1881 se od 20. června do 30. června vyměnila mostní konstrukce přes Ostravici.
V roce 1885 se projednaly přepravní tarify na Montánní dráze, které byly stanoveny na úroveň tarifů na hlavní trati KFNB, navýšené o manipulační poplatek 20 krejcarů za tunu. Tato jednání se vedla v rámci obnovení koncese KFNB, která měla vypršet v roce 1886. Alternativou k prodloužení koncese bylo znárodnění KFNB, ale tím by si ceny na Montánní dráze mohla volně určovat KFNB. Také vládla obava, ušlý zisk by KFNB kompenzovala zvýšením cen uhlí. Dne 1. srpna 1888 byla oddělena obchodní činnost Montánní dráhy od Severní dráhy císaře Ferdinanda zřízením spediční kanceláře s názvem Ostrau Montanbahn (Ostravská montánní dráha).
Na jednání ve slezském Zemském parlamentu nastolil v roce 1894 poslanec Hrubý otázku otevření Montánní dráhy pro osobní dopravu.
V úseku mezi Báňským nádražím a stanicí Ostrava-Vítkovice byla Montánní dráha vedena v úrovni terénu a křížení s opavsko-těšínskou říšskou silnicí bylo úrovňové. Po nehodě, při níž zahynula kráva starosty Kramera, byly vybudovány závory. Ty však zdržovaly silniční provoz, a proto bylo na 17. května 1898 nařízeno místní šetření spojené s vyvlastňovacím řízením, které mělo být prvním krokem ke stavbě mostu. Mimoúrovňové řešení pěší dopravy bylo snazší, a tak vznikaly nad dráhou lávky pro pěší. V roce 1900 byl úředníky řešen požadavek na zřízení železničního přejezdu na křídle dráhy k jámě Jindřich. Na následných jednáních se řešilo financování šestidílných tahových závor. Neustálé stížnosti byly na úrovňový přejezd ulice Stodolní a ulice Českobratrské. Situace se vyřešila až uzavřením přejezdu na ulici Stodolní a odkloněním dopravy na nově postavený nadjezd na ulici Českobratrská.
Montánní dráha (německy Montanbahn) se stále vyvíjela a vznikala nová křídla k jednotlivým jámám. V roce 1905 pak měla celkovou délku 34,062 km.
Ze strategických důvodů začalo připravovat Rakousko-Uhersko zestátnění železnic ve vlastnictví KFNB. Zestátněna byla k 1. lednu 1906 hlavní trať i s odbočkami a vlečkami, kompletní vozový park a další příslušenství. KFNB se tak transformovala na těžařskou společnost, vlastnící doly a Montánní dráhu. Provoz na této dráze však začaly zajišťovat Císařsko-královské státní dráhy (k.k. StB) na účet vlastníka. Veřejnost zajímala situace v dopravě, zvláště uhlí. Bylo konstatováno, že je vše v pořádku: na zestátněné Severní dráze probíhá vypravování vlaků a na Montánní dráze probíhá nakládka uhlí.
V roce 1906 tisk kritizoval rekonstrukci mostu přes dráhu u Josefské jámy v Heřmanicích, neboť nebyla zřízena lávka pro pěší. Jednalo se o most, který byl opravován v roce 1895.
Dráha se dále rozšiřovala. V roce 1910 začalo projednávání rozšíření křídla Montánní dráhy k dolu Jindřich. Dne 10. května 1910 schválilo Ministerstvo železnic projekt přestavby a rozšíření Uhelného nádraží Montánní dráhy, předložený Ředitelstvím severní dráhy. Dále schválilo provedení objízdné koleje pro přímý výjezd z Uhelného nádraží směrem na Vídeň.
Po vzniku Československa byla 2. listopadu 1918 zavedena čeština jako úřední jazyk. To mělo za následek přejmenování trati na „Báňskou dráhu“.[zdroj?]

## Mnichovská smlouva
Po Mnichovské smlouvě posunulo Polsko svou hranici a zabralo východní část Montánní dráhy. Západní část Montánní dráhy obsadili Němci, když vyhlásili Protektorát. Němci obsadili po 1. září 1939 východní část Montánní dráhy, ale Montánní dráha zůstala nadále administrativně rozdělená mezi Protektorát a Třetí říši (župu Horní Slezsko).[zdroj?]

## Druhá světová válka
Posílila i Montánní dráha vybudováním druhé koleje v úseku Salm - Josefova jáma. Současně došlo byl zahájen plnohodnotný dvoukolejný provoz v úseku Zárubek – Josefova jáma (do té doby šlo mezi Zárubkem a Salmem o dvě souběžné jednokolejky), nákladiště (a někdejší stanice) Salm se změnila na odbočku.
Výroční zpráva za rok 1941 konstatovala, že výkony Montánní dráhy jsou větší než v roce 1940. Důležitost průmyslového regionu si uvědomovali i Spojenci, kteří podrobovali infrastrukturu leteckým bombardováním. Ostravské doly pracovaly pro Třetí říši do 28. dubna 1945. Poslední vlak odjel směrem na Vítkovice 30. dubna 1945 v 15:35. V 17:00 bylo nádraží obsazeno sovětským vojskem.
Fronta, která prošla územím Báňské dráhy, za sebou zanechala škody. Jedna ze dvou kolejí byla vyloučena v důsledku destrukce jednoho mostního pole mostu přes řeku Ostravici, obě traťové koleje pak byly mimo provoz na mostě přes řeku Lučinu, kde došlo rovněž k destrukci jednoho mostního pole. U Josefovy jámy byla trať byla zatarasena troskami silničního nadjezdu. Poškozeno bylo i několik menších ocelových mostů. Rozsah poškození byl zveličován. Foto ocelového mostu postaveného v roce 1942 v Orlové jako náhrada starého kamenného mostu bylo doprovázeno popisem, že se jedná o zničený most. Ve skutečnosti se jednalo pouze o deformovaný prvek horní pásnice mostu složeného z ondřejských křížů.

## Znárodnění
Navzdory zájmu ČSD zůstala Báňská dráha po 24. říjnu 1945 součástí Ostravsko-karvinských dolů (OKD). Trať mezi dnešními stanicemi Ostrava hl. n. a Ostrava střed však byla začleněna od 1. ledna 1951 do ČSD. Smlouvou mezi ČSD a OKD se zbývající část Báňské dráhy stala „Báňskou vlečkou závodové dopravy OKD", kvůli které byl od 1. ledna 1952 zřízen v rámci OKD specializovaný podnik OKR - Doprava. Dopravu na Báňské vlečce však nadále zajišťovaly státní dráhy ČSD.
V roce 1956 byl oceněn komplex zaměstnanců „Báňská dráha" železniční stanice Ostrava hlavní nádraží vyznamenáním Za vynikající práci.

## Útlum těžby uhlí
K významným změnám v provozu na Báňské dráze došlo v průběhu 90. let v souvislosti s útlumem těžby uhlí kolem této trati. Z dolů v bezprostřední blízkosti trati byla zastavena těžba na dolech Zárubek ve Slezské Ostravě, Petr Cingr v Michálkovicích a Fučík 5 v Orlové-Porubě. To přineslo postupnou redukci kolejiště stanic Zárubek, Josefova jáma a Poruba a úplné zrušení stanic Michálkovice, Petřvald (Albrechtova výhybna) a Orlová hlavní jáma. S klesajícím počtem vlaků také pozbyla na významu druhá kolej mezi Josefovou jámou a stanicí Ostrava střed, a tak byla postupně snesena – nejdříve v úseku Zárubek - Ostrava střed, v roce 1999 i mezi Zárubkem a Josefovou jámou.

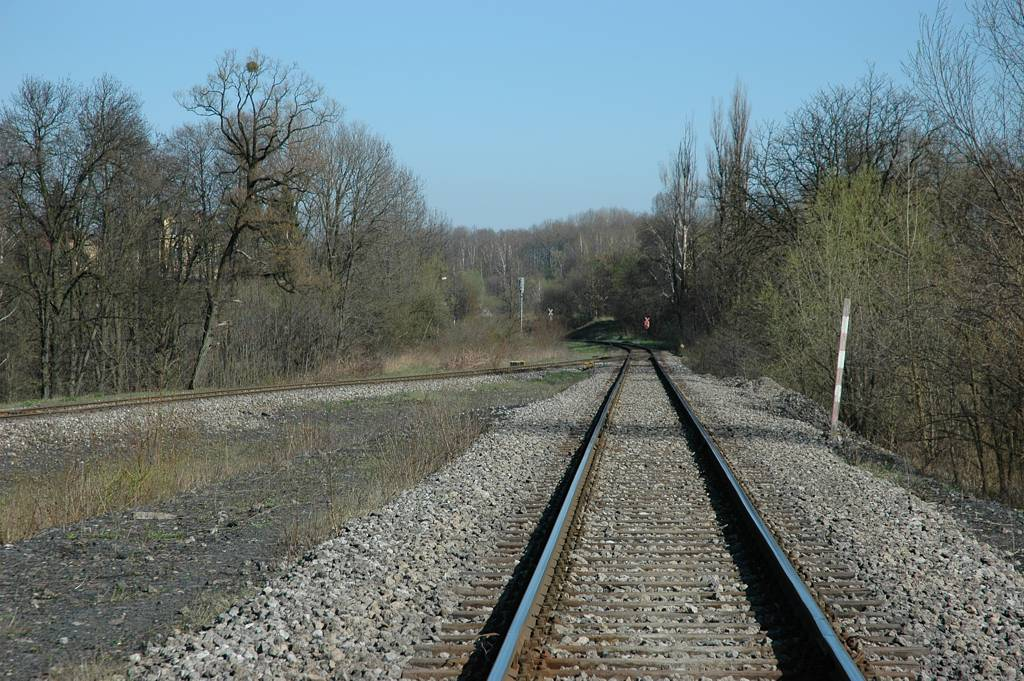
Přeložka Báňské dráhy od roku 1997 a její napojení na bývalou Košicko-bohumínskou dráhu (KBD) v Orlové

Byly také sneseny odbočné tratě, které spojovaly Báňskou dráhu s uzavřenými doly Petr Bezruč a Fučík 2.[zdroj?]
Poslední významnou změnou ve vedení této tratě byla její přeložka a napojení na bývalou Košicko-bohumínskou dráhu (KBD) v Orlové v roce 1997. Zároveň tak byl opuštěn a snesen původní úsek Báňské dráhy mezi novým napojením a Doubravou.[zdroj?]

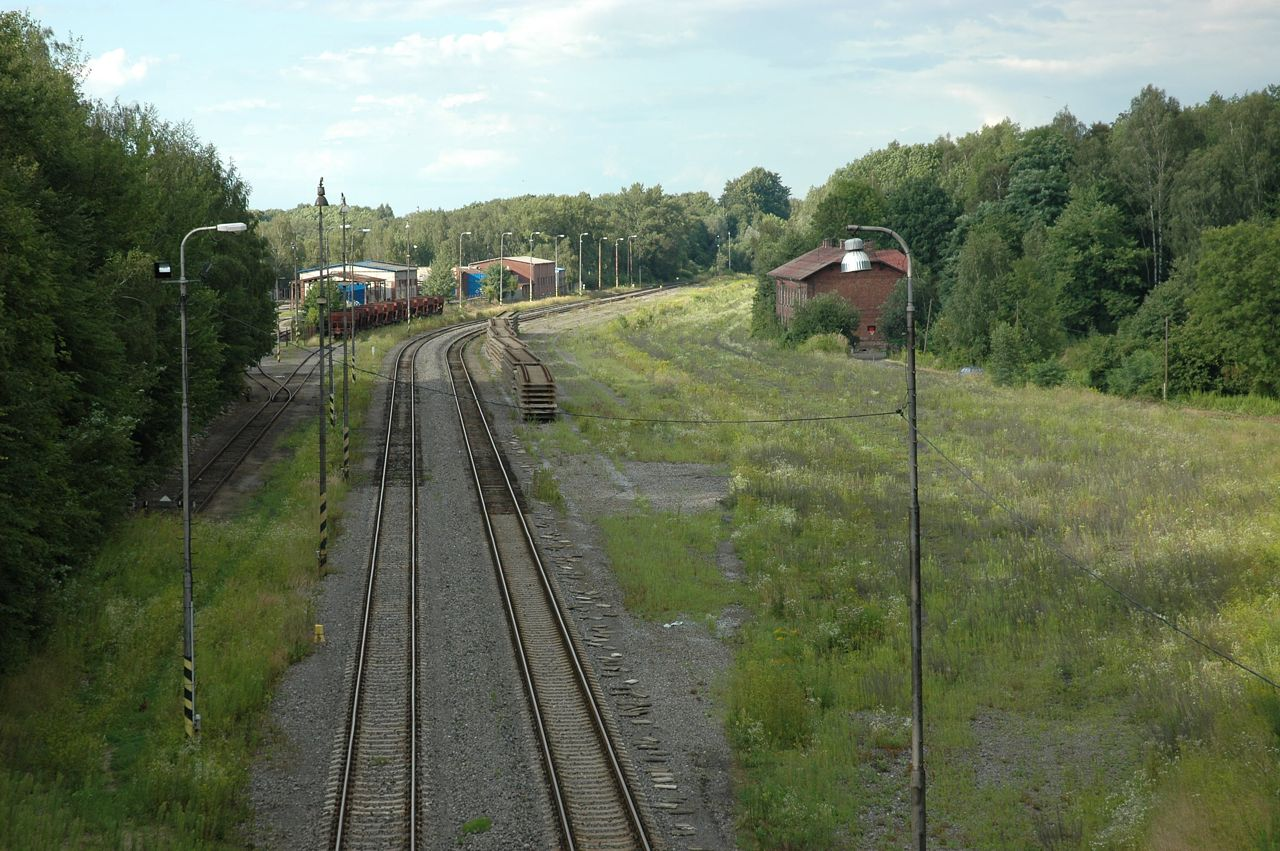
Stanice Josefova jáma na Báňské dráze (stav v roce 2008 po vytrhání větší části původního kolejiště), vlevo byl Důl Josef

## Po roce 2000
Železniční trať má délku 14 km a spojuje dnešní stanici Ostrava hlavní nádraží se stanicí Doubrava. V roce 2024 byla tato trať rozdělená mezi dva majitele: Českou republiku (jako součást trati Ostrava – Valašské Meziříčí) a PKP Cargo International (PCI). V provozu byly pouze tři stanice: Zárubek, Josefova jáma a Poruba. Posledně jmenovaná stanice však byla pouze jedním ze dvou obvodů stanice Orlová. Z těchto tří stanic měl větší význam pouze Zárubek, kde byla opravna vozů PKP Cargo International, byla odtud obsluhována vlečka dřeviště Salma a byla to také úvraťová stanice pro uhelné vlaky směřující z dolů na Karvinsku na vlečku Nové huti. Tyto vlaky a vyrovnávkové vlaky v opačném směru měly také rozhodující podíl ve vlakové dopravě na Báňské dráze po roce 2000.[zdroj?]

## Budoucnost
Ve střednědobém výhledu nelze na této trati očekávat významnější změny s výjimkou stanic Josefova jáma a Poruba, jejichž osud je nejistý. V dlouhodobé perspektivě se zvažuje případné využití této trati také pro příměstskou železniční dopravu.[zdroj?]
V souvislosti s připravovaným urbanistickým využitím prostoru po bývalé koksovně Karolina v Moravské Ostravě, v jehož bezprostřední blízkosti se trať nachází, se zvažovalo snesení trati v tomto prostoru, tedy v úseku Ostrava střed - Zárubek. PCI však odhaduje potřebu zachování tohoto úseku na minimálně 20–25 let, tj. cca do roku 2030. Případné zkrácení této lhůty podmiňuje provozovatel dráhy vybudováním náhradního napojení na síť Správy železnic, což by si vyžádalo v minimální variantě 400 mil. Kč. Případný prodej pozemků, které jsou touto tratí nyní blokovány, by tedy musel vynést minimálně tuto částku, v opačném případě zrušení tohoto úseku není ekonomicky opodstatněné.[zdroj?]

## Mimořádné události
Na dráze zemřelo v průběhu její existence několik osob. Kromě běžných občanů to byli zaměstnanci v dělnických profesích, ale také c. k. okresní inženýr při inspekci nebo inspektor v zaměstnaneckém poměru.
Vlaky se na Montánní (Báňské) dráze střetávaly s koňskými povozy, tramvajemi a nákladními auty. V roce 1914 přerazil nákladní automobil závory, narazil do vlaku, částečně ho vykolejil a zastavil provoz na několik hodin.
V srpnu 1880 byl přerušen provoz na dráze v důsledku povodní.
V lednu 1891 napadlo velké množství sněhu, které způsobilo problémy na rozsáhlých seřaďovacích kolejích. Zásoby uhlí poklesly v mnohých městech na kritickou úroveň. Také v únoru 1895 byl provoz na Montánní dráze přerušen v důsledku vysokých závějí.
U nádražní budovy na Zárubku narazil dne 15. ledna 1902 vlak z Přívozu do vlaku, který mířil k jámě Alexander. Lokomotiva najela do tří vagonů, z nichž prostřední zdemoloval. Kolejnice byly vytrženy z jejich konstrukce.
Dne 22. dubna 1904 došlo k nárazu uhelného vlaku do nesprávně postavených prázdných vozů, přičemž pět vozů bylo zničeno.
Dne 19. července 1910 došlo ke srážce dvou vlaků na Albrechtově výhybně v Petřvaldu. Nárazem byly poškozeny obě lokomotivy a zničeno pět vagonů.

## Fotogalerie

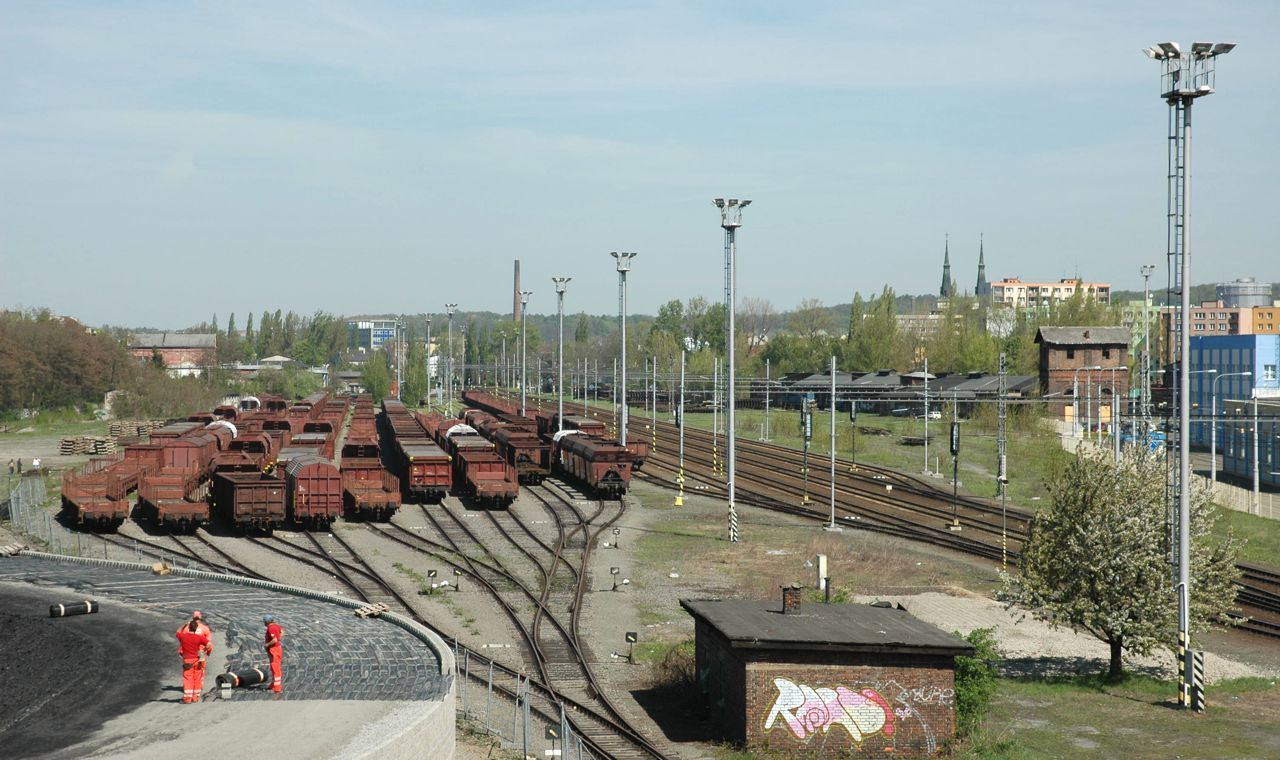
Ostrava báňské nádraží
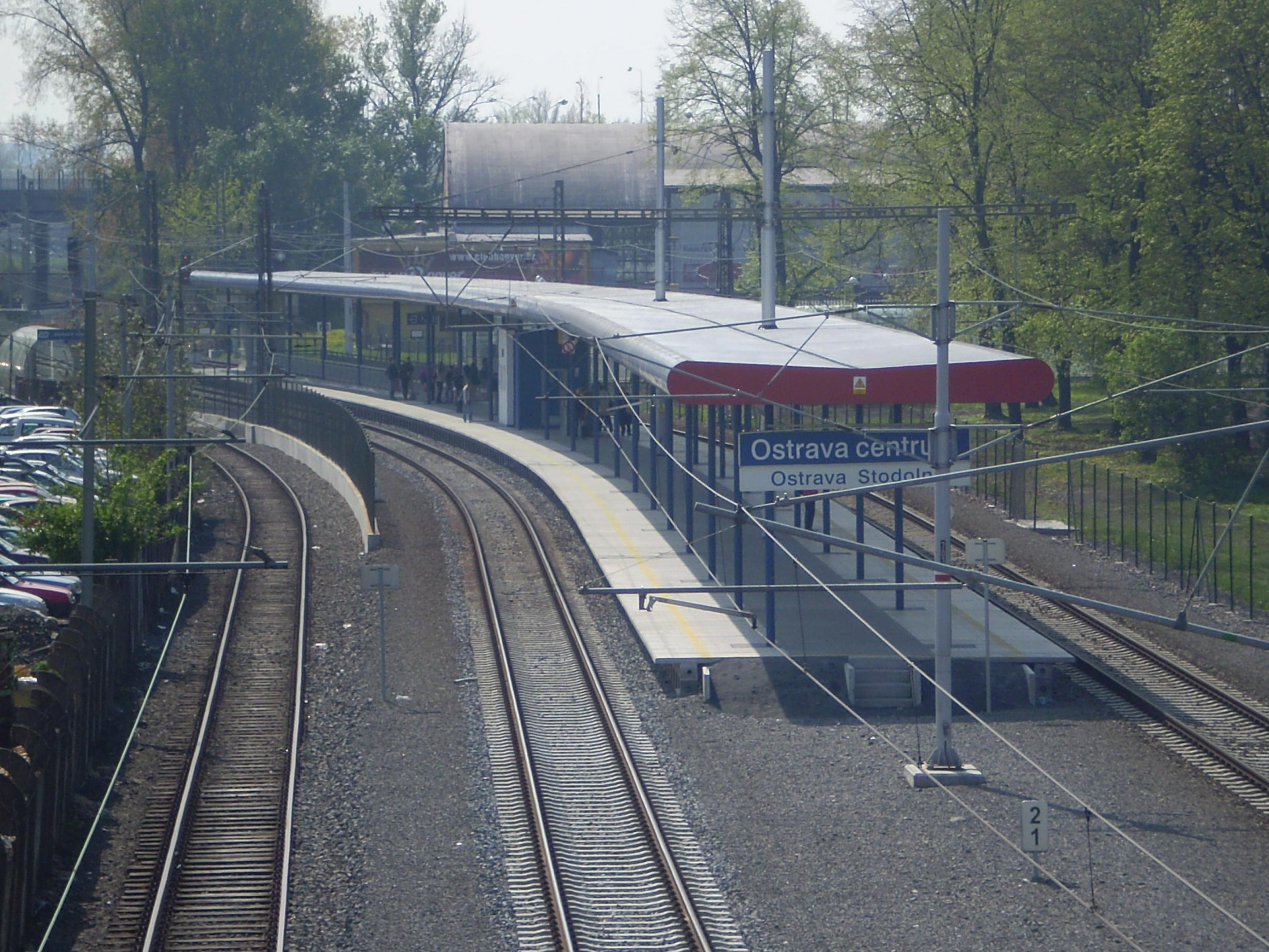
Ostrava-Stodolní
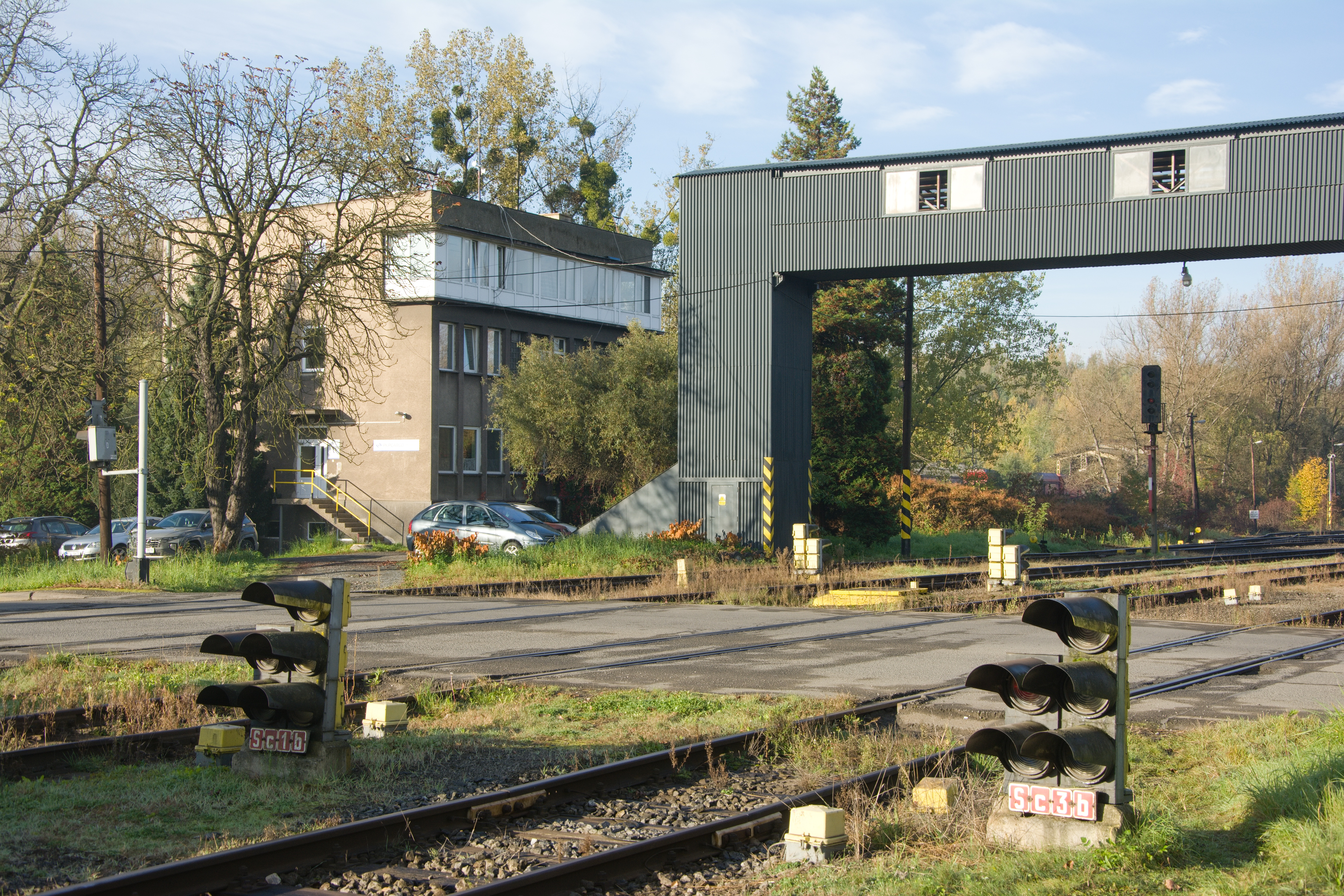
Zárubek
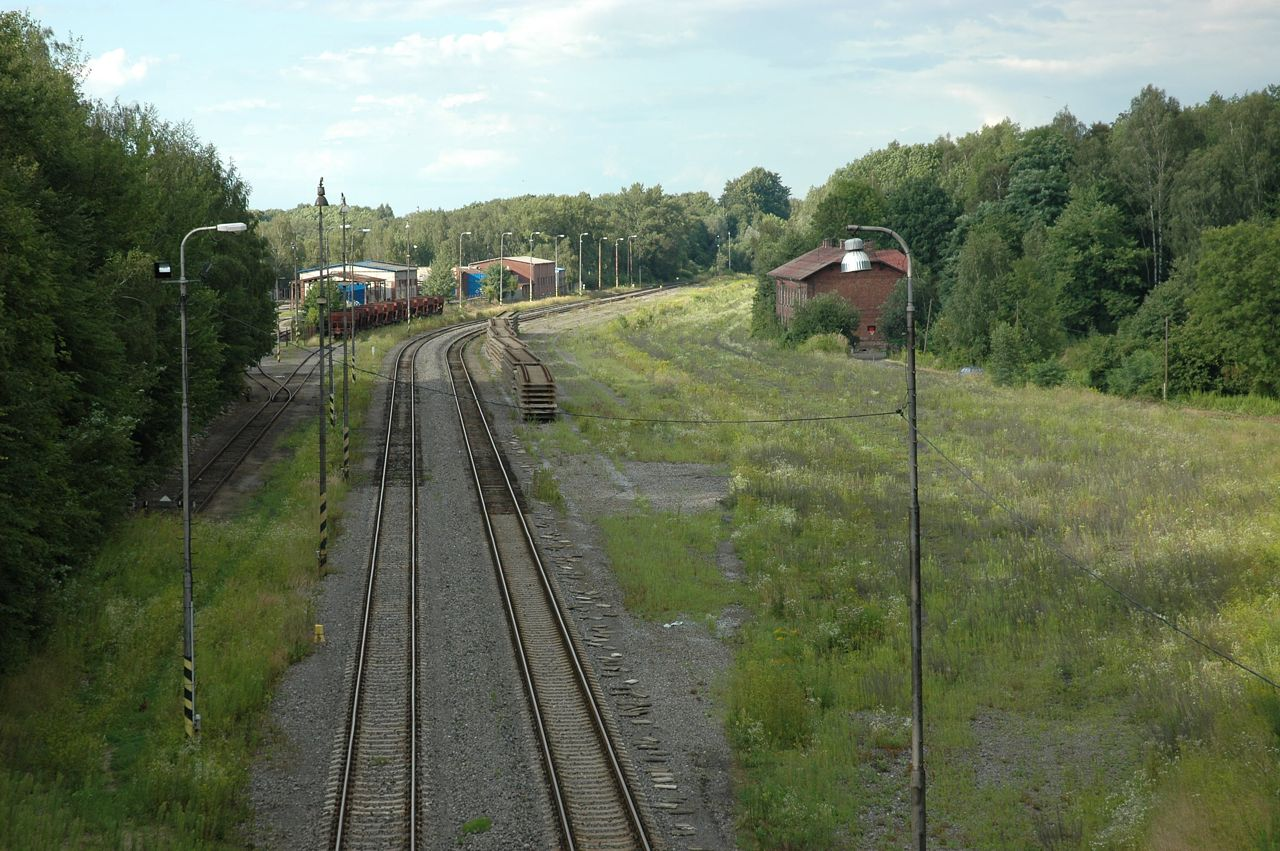
Josefova jáma
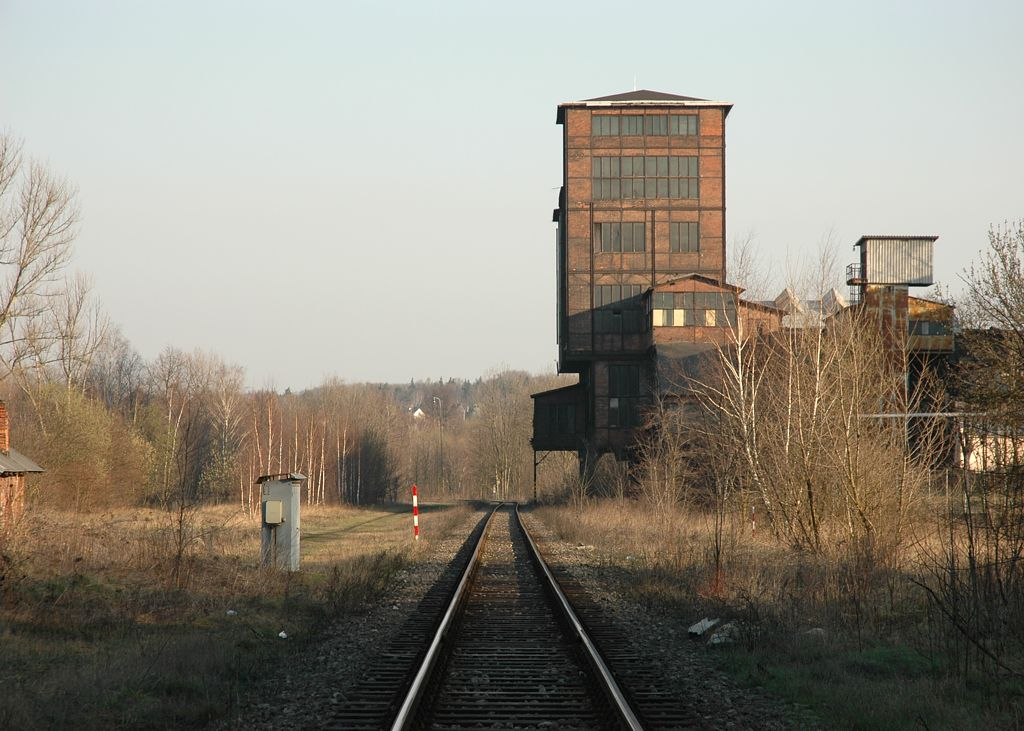
Michálkovice (zrušená)